# Альер, Рафаэль
Рафаэль Герман Альер Пилони (исп. Rafael Germán Haller Piloni; род. 17 августа 2000, Монтевидео) — уругвайский футболист, защитник клуба «Насьональ».

## Клубная карьера
Альер — воспитанник клуба «Данубио». 2 июня 2021 года в матче против «Сентраль Эспаньол» он дебютировал в уругвайской Сегунде. 29 июля в поединке против «Роча» Рафаэль забил свой первый гол за «Данубио». По итогам сезона Альер помог команде выйти в элиту. 9 февраля 2022 года в матче против «Серрито» он дебютировал в уругвайской Примере. 5 марта 2023 года в поединке Южноамериканского кубка против аргентинского «Уракана» Рафаэль забил гол. 
В начале 2024 года Альер перешёл в столичный Насьональ. 17 февраля в матче против «Ривер Плейта» он дебютировал за новый клуб. 